# Alligator Farm
Alligator Farm es el tercer álbum de estudio como solista publicado por el guitarrista ex- Racer X y Mr. Big, Paul Gilbert, lanzado al mercado en el año 2000.

## Lista de canciones
Todas compuestas por Paul Gilbert, excepto donde se indique lo contrario.
| N.º | Título                              | Duración |  |
| 1.  | «Better Chords»                     | 1:03     |  |
| 2.  | «Individually Twisted»              | 4:05     |  |
| 3.  | «Cut, Cut, Cut»                     | 3:22     |  |
| 4.  | «Alligator Farm»                    | 3:42     |  |
| 5.  | «Attitude Boy Will Overcome»        | 4:03     |  |
| 6.  | «2 Become 1»                        | 5:16     |  |
| 7.  | «Lancelot Link»                     | 0:35     |  |
| 8.  | «Rosalinda Told Me»                 | 3:57     |  |
| 9.  | «Let the Computer Decide»           | 3:58     |  |
| 10. | «Koto Girl»                         | 3:35     |  |
| 11. | «Dreamed Victoria»                  | 4:23     |  |
| 12. | «Six Billion People»                | 1:38     |  |
| 13. | «The Ballad of the Last Lions»      | 9:31     |  |
| 14. | «Whole Lotta Sonata (Instrumental)» | 3:33     |  |

## Personal
- Paul Gilbert – Guitarra, voz
- Tony Spinner – Guitarra, voz
- Scotty Johnson – Guitarra, teclados
- Mike Szuter – Bajo, voz
- Jeff Martin – Batería, voz
- Jimi Kidd – Guitarra (pista 13)
- Jeff Scott Soto – Voz (pista 3)
- Kate Gilbert – Voz (pista 7)
- Julian Quayle – Voz (pista 9)